# Praha, Hradčany–Královský Vyšehrad–Holešovice (volební obvod Českého zemského sněmu)
Praha, Hradčany–Královský Vyšehrad–Holešovice (do roku 1883 pouze Praha, Hradčany) byl volební obvod, který volil dva poslance Českého zemského sněmu. Zahrnoval pražskou čtvrť Praha IV (Hradčany), od roku 1883 také Prahu VI (do té doby samostatné město Vyšehrad) a od roku 1884 Prahu VII (Holešovice-Bubny). V rámci kuriového volebního systému se jednalo o skupinu měst a průmyslových míst. Volební obvod byl zřízen s ustavením voleného sněmu v roce 1861 a definitivně zanikl se vznikem Československa roku 1918.

## Charakteristika obvodu
| Rok           | 1861 | 1867 | 1870 | 1872 | 1873 | 1874 | 1875 | 1876 | 1877 | 1878 | 1883 | 1885 | 1889 | 1895 | 1901  | 1908  | 1909  |
| ------------- | ---- | ---- | ---- | ---- | ---- | ---- | ---- | ---- | ---- | ---- | ---- | ---- | ---- | ---- | ----- | ----- | ----- |
| Počet voličů  | 107  | 130  | 135  | 129  | 147  | 130  | 152  | 164  | 154  | 156  | 130  | 253  | 702  | 999  | 1 798 | 3 147 | 3 645 |
| Volební účast | 85,0 | 70,8 | 71,9 | 70,5 | 78,2 | 63,1 | 83,6 | 84,1 | 84,4 | 81,2 | 71,5 | 69,6 | 72,5 | 70,8 | 64,2  | 80,1  | 63,6  |

Volby probíhaly většinovým systémem blokového hlasování, kdy měl každý volič dva hlasy; pokud první dva kandidáti nezískali více než 50 % hlasů, konalo se další kolo hlasování. V historii obvodu se tak stalo pouze dvakrát - v letech 1908 a 1909. Volební právo bylo po celou dobu existence okresu omezené podle daňového cenzu, volit mohli pouze občané daných měst platící alespoň 5 zlatých přímých daní. Volební řád nespecifikoval pohlaví oprávněných voličů, v praxi však úřady k volbám připouštěly pouze muže. Pro příklad omezeného volebního práva je možno uvést situaci ze zemských voleb 1908, kdy mělo volební právo necelých 8 % občanského obyvatelstva.
Před připojením Vyšehradu a Holešovic byl v hradčanském obvodu velmi nízký počet voličů, kolem 130-150 osob. V těchto specifických podmínkách zde dominovali kandidáti staročeské Národní strany, v závěsu za nimi pak pražští Němci sdružení v centralistické Ústavní straně. Po rozšíření obvodu se začal výrazně zvyšovat počet voličů, staročeskou stranu po roce 1895 vystřídala v pozici hlavního uskupení strana mladočeská (stejně jako ve zbytku království). V posledních dvou dekádách existence obvodu zde začali posilovat sociální demokraté a národní sociálové. Volby roku 1908 jsou pozoruhodné jednou z prvních ženských kandidatur na zemský sněm (sociální demokratka Karla Máchová v užší volbě získala 24 % hlasů).

## Seznam poslanců
| Volby         | Poslanec | Poslanec           | Strana    | Poslanec        | Poslanec              | Strana    |
| ------------- | -------- | ------------------ | --------- | --------------- | --------------------- | --------- |
| 1861          |          | Štěpán Pollach     | staročeši |                 | František Petr Krejčí | staročeši |
| 1867 (leden)  |          | Štěpán Pollach     | staročeši | Vincenc Bradáč  | staročeši             |           |
| 1867 (březen) |          | Štěpán Pollach     | staročeši | Vincenc Bradáč  | staročeši             |           |
| 1869 dopl.    |          | Štěpán Pollach     | staročeši | Vincenc Bradáč  | staročeši             |           |
| 1870          |          | Štěpán Pollach     | staročeši | Vincenc Bradáč  | staročeši             |           |
| 1872          |          | Štěpán Pollach     | staročeši | Vincenc Bradáč  | staročeši             |           |
| 1873 dopl.    |          | Štěpán Pollach     | staročeši | Adolf Skopec    | staročeši             |           |
| 1874 dopl.    |          | Štěpán Pollach     | staročeši | Karel Schwarz   | staročeši             |           |
| 1875 dopl.    |          | Štěpán Pollach     | staročeši | Karel Schwarz   | staročeši             |           |
| 1876 dopl.    |          | Štěpán Pollach     | staročeši | Karel Schwarz   | staročeši             |           |
| 1877 dopl.    |          | Štěpán Pollach     | staročeši | Karel Schwarz   | staročeši             |           |
| 1878          |          | Štěpán Pollach     | staročeši | Karel Schwarz   | staročeši             |           |
| 1883          |          | Emilián Skramlík   | staročeši | Karel Schwarz   | staročeši             |           |
| 1885 dopl.    |          | František Kytka    | staročeši | Karel Schwarz   | staročeši             |           |
| 1889          |          | František Kytka    | staročeši | Jan Kaftan      | mladočeši             |           |
| 1895          |          | Jindřich Záhoř     | mladočeši | Jan Kaftan      | mladočeši             |           |
| 1901          |          | Eustach Neubert    | mladočeši | Jan Kaftan      | mladočeši             |           |
| 1908          |          | Ferdinand Schiller | mladočeši | Jan Kaftan      | mladočeši             |           |
| 1909 dopl.    |          | Ferdinand Schiller | mladočeši | František Kafka | mladočeši             |           |

## Volby

### Doplňovací volby 1909
| Doplňovací zemské volby 1909 |                          |                          |             |             |             |            |            |            |
| Kandidát                     | Kandidát                 | Strana                   | První volba | První volba | První volba | Užší volba | Užší volba | Užší volba |
| Kandidát                     | Kandidát                 | Strana                   | Hlasy       | %           | ±%          | Hlasy      | %          | ±%         |
|                              | František Kafka          | Mladočeši                | 1 041       | 46,1        | -2,5        | 1 166      | 58,1       |            |
|                              | František Buříval        | Národní sociálové        | 685         | 30,3        | +10,6       | 830        | 41,4       |            |
|                              | František Soukup         | Sociální demokraté       | 629         | 27,9        | +6,4        |            |            |            |
|                              | roztříštěné hlasy        | roztříštěné hlasy        | 3           | 0,1         |             | 11         | 0,5        |            |
| neplatné a prázdné hlasy     | neplatné a prázdné hlasy | neplatné a prázdné hlasy | 59          | 2,5         |             | 44         | 2,1        |            |
| Celkem/účast                 | Celkem/účast             | Celkem/účast             | 2 317       | 63,6        | -16,5       | 2 051      | 56,3       | -8,5       |
|                              | Mladočeši obhájili       | Mladočeši obhájili       | ±           |             |             |            |            |            |

### Volby 1908
| Zemské volby 1908        |                          |                          |             |             |             |            |            |            |
| Kandidát                 | Kandidát                 | Strana                   | První volba | První volba | První volba | Užší volba | Užší volba | Užší volba |
| Kandidát                 | Kandidát                 | Strana                   | Hlasy       | %           | ±%          | Hlasy      | %          | ±%         |
|                          | Jan Kaftan               | Mladočeši                | 1 218       | 48,6        | -22,8       | 1 423      | 70,5       |            |
|                          | Ferdinand Schiller       | Mladočeši                | 1 131       | 45,1        |             | 1 387      | 68,7       |            |
|                          | František Soukup         | Sociální demokraté       | 539         | 21,5        |             | 535        | 26,5       |            |
|                          | Karla Máchová            | Sociální demokraté       | 493         | 19,7        |             | 490        | 24,3       |            |
|                          | František Hanzlíček      | Národní sociálové        | 495         | 19,7        |             |            |            |            |
|                          | Augustin Jakubička       | Národní sociálové        | 493         | 19,7        |             |            |            |            |
|                          | Emanuel Šmucler          | Spojení katolíci         | 156         | 6,2         |             |            |            |            |
|                          | Joseph Krause            | německý kandidát         | 143         | 5,7         |             |            |            |            |
|                          | Albert Stieber           | německý kandidát         | 142         | 5,7         |             |            |            |            |
|                          | Vilém Bitnar             | Spojení katolíci         | 140         | 5,6         |             |            |            |            |
|                          | Vladimír Srb             | Staročeši                | 5           | 0,2         |             |            |            |            |
|                          | Cyril Horáček            | Staročeši                | 2           | 0,1         |             |            |            |            |
|                          | roztříštěné hlasy        | roztříštěné hlasy        | 13          | 0,5         |             | 163        | 8,1        |            |
| neplatné a prázdné hlasy | neplatné a prázdné hlasy | neplatné a prázdné hlasy | 15          | 0,6         |             | 19         | 0,9        |            |
| Celkem/účast             | Celkem/účast             | Celkem/účast             | 2 522       | 80,1        | -15,9       | 2 038      | 64,8       |            |
|                          | Mladočeši obhájili       | Mladočeši obhájili       | ±           |             |             |            |            |            |
|                          | Mladočeši obhájili       | Mladočeši obhájili       | ±           |             |             |            |            |            |

### Volby 1901
| Zemské volby 1901        |                          |                          |             |             |             |
| Kandidát                 | Kandidát                 | Strana                   | První volba | První volba | První volba |
| Kandidát                 | Kandidát                 | Strana                   | Hlasy       | %           | ±%          |
|                          | Jan Kaftan               | Mladočeši                | 824         | 71,4        | +4,1        |
|                          | Eustach Neubert          | Mladočeši                | 741         | 64,2        |             |
|                          | Václav Varvažovský       | Národní sociálové        | 273         | 23,7        | +17,4       |
|                          | Josef Klečák             | Národní sociálové        | 202         | 17,5        |             |
|                          | Karel Dědic              | Sociální demokraté       | 201         | 17,4        |             |
|                          | Antonín Němec            | Sociální demokraté       | 119         | 10,3        |             |
| neplatné a prázdné hlasy | neplatné a prázdné hlasy | neplatné a prázdné hlasy | 1           | 0,1         |             |
| Celkem/účast             | Celkem/účast             | Celkem/účast             | 1 155       | 64,2        | -6,2        |
|                          | Mladočeši obhájili       | Mladočeši obhájili       | ±           |             |             |
|                          | Mladočeši obhájili       | Mladočeši obhájili       | ±           |             |             |

### Volby 1895
| Zemské volby 1895        |                                 |                                 |             |             |             |
| Kandidát                 | Kandidát                        | Strana                          | První volba | První volba | První volba |
| Kandidát                 | Kandidát                        | Strana                          | Hlasy       | %           | ±%          |
|                          | Jindřich Záhoř                  | Mladočeši                       | 483         | 68,7        |             |
|                          | Jan Kaftan                      | Mladočeši                       | 473         | 67,3        | +4,6        |
|                          | Jan Sedlák                      | Staročeši                       | 86          | 12,2        |             |
|                          | Stanislav Práchenský            | Staročeši                       | 86          | 12,2        |             |
|                          | Václav Varvažovský              | nezávislý                       | 44          | 6,3         |             |
|                          | Josef Steiner                   | Sociální demokraté              | 27          | 3,8         |             |
|                          | František Regner                | Sociální demokraté              | 27          | 3,8         |             |
| neplatné a prázdné hlasy | neplatné a prázdné hlasy        | neplatné a prázdné hlasy        | 4           | 0,6         |             |
| Celkem/účast             | Celkem/účast                    | Celkem/účast                    | 707         | 70,8        | -1,7        |
|                          | Mladočeši obhájili              | Mladočeši obhájili              | ±           |             |             |
|                          | Mladočeši získali od staročechů | Mladočeši získali od staročechů | ±           |             |             |

### Volby 1889
| Zemské volby 1889        |                                 |                                 |             |             |             |
| Kandidát                 | Kandidát                        | Strana                          | První volba | První volba | První volba |
| Kandidát                 | Kandidát                        | Strana                          | Hlasy       | %           | ±%          |
|                          | Jan Kaftan                      | Mladočeši                       | 319         | 62,7        |             |
|                          | František Kytka                 | Staročeši                       | 279         | 54,8        | -22,5       |
|                          | Josef Sokol                     | Mladočeši                       | 208         | 40,9        |             |
|                          | Antonín Hoffmann                | Staročeši                       | 166         | 32,6        |             |
|                          | Alexander Richter               | Němečtí liberálové              | 19          | 3,6         |             |
|                          | Otto Forchheimer                | Němečtí liberálové              | 18          | 3,5         |             |
|                          | roztříštěné hlasy               | roztříštěné hlasy               | 2           | 0,4         |             |
| neplatné a prázdné hlasy |                                 |                                 |             |             |             |
| Celkem/účast             | Celkem/účast                    | Celkem/účast                    | 509         | 72,5        | +2,9        |
|                          | Mladočeši získali od staročechů | Mladočeši získali od staročechů | ±           |             |             |
|                          | Staročeši obhájili              | Staročeši obhájili              | ±           |             |             |

### Doplňovací volby 1885
| Doplňovací zemské volby 1885 |                          |                          |       |      |      |
| Kandidát                     | Kandidát                 | Strana                   | Hlasy | %    | ±%   |
|                              | František Kytka          | Staročeši                | 136   | 77,3 |      |
|                              | Richard Jahn             | Mladočeši                | 39    | 22,2 |      |
|                              | roztříštěné hlasy        | roztříštěné hlasy        | 1     | 0,6  |      |
| neplatné a prázdné hlasy     | neplatné a prázdné hlasy | neplatné a prázdné hlasy | 0     | 0,0  |      |
| Celkem                       | Celkem                   | Celkem                   | 176   | 69,6 | -1,9 |
|                              | Staročeši obhájili       | Staročeši obhájili       | ±     |      |      |

### Volby 1883
| Zemské volby 1883        |                          |                          |             |             |             |
| Kandidát                 | Kandidát                 | Strana                   | První volba | První volba | První volba |
| Kandidát                 | Kandidát                 | Strana                   | Hlasy       | %           | ±%          |
|                          | Karel Schwarz            | Staročeši                | 89          | 97,8        |             |
|                          | Emilián Skramlík         | Staročeši                | 86          | 94,5        |             |
|                          | roztříštěné hlasy        | roztříštěné hlasy        | 5           | 5,5         |             |
| neplatné a prázdné hlasy | neplatné a prázdné hlasy | neplatné a prázdné hlasy | 2           | 2,2         |             |
| Celkem/účast             | Celkem/účast             | Celkem/účast             | 93          | 71,5        | -9,7        |
|                          | Staročeši obhájili       | Staročeši obhájili       | ±           |             |             |
|                          | Staročeši obhájili       | Staročeši obhájili       | ±           |             |             |

### Volby 1878
| Zemské volby 1878        |                          |                          |             |             |             |
| Kandidát                 | Kandidát                 | Strana                   | První volba | První volba | První volba |
| Kandidát                 | Kandidát                 | Strana                   | Hlasy       | %           | ±%          |
|                          | Karel Schwarz            | Staročeši                | 79          | 60,3        | -5,9        |
|                          | Štěpán Pollach           | Staročeši                | 78          | 59,5        | -5,9        |
|                          | Anton Frind              | Ústavověrný              | 50          | 38,2        |             |
|                          | Friedrich Pieterzikowski | Ústavověrný              | 47          | 35,9        | +3,6        |
|                          | roztříštěné hlasy        | roztříštěné hlasy        | 6           | 4,6         |             |
| neplatné a prázdné hlasy | neplatné a prázdné hlasy | neplatné a prázdné hlasy | 3           | 2,2         |             |
| Celkem/účast             | Celkem/účast             | Celkem/účast             | 134         | 81,2        | -3,2        |
|                          | Staročeši obhájili       | Staročeši obhájili       | ±           |             |             |
|                          | Staročeši obhájili       | Staročeši obhájili       | ±           |             |             |

### Doplňovací volby 1877
| Doplňovací zemské volby 1877 |                          |                          |             |             |             |
| Kandidát                     | Kandidát                 | Strana                   | První volba | První volba | První volba |
| Kandidát                     | Kandidát                 | Strana                   | Hlasy       | %           | ±%          |
|                              | Karel Schwarz            | Staročeši                | 86          | 66,2        | +9,7        |
|                              | Štěpán Pollach           | Staročeši                | 85          | 65,4        | +8,2        |
|                              | Friedrich Pieterzikowski | Ústavověrný              | 42          | 32,3        |             |
|                              | Albert Zettel            | Ústavověrný              | 40          | 30,8        | -9,8        |
| neplatné a prázdné hlasy     | neplatné a prázdné hlasy | neplatné a prázdné hlasy | 0           | 0,0         |             |
| Celkem/účast                 | Celkem/účast             | Celkem/účast             | 130         | 84,4        | +0,3        |
|                              | Staročeši obhájili       | Staročeši obhájili       | ±           |             |             |
|                              | Staročeši obhájili       | Staročeši obhájili       | ±           |             |             |

### Doplňovací volby 1876
| Doplňovací zemské volby 1876 |                    |                    |             |             |             |
| Kandidát                     | Kandidát           | Strana             | První volba | První volba | První volba |
| Kandidát                     | Kandidát           | Strana             | Hlasy       | %           | ±%          |
|                              | Štěpán Pollach     | Staročeši          | 79          | 57,2        | +0,9        |
|                              | Karel Schwarz      | Staročeši          | 78          | 56,5        | +1,7        |
|                              | Bertl              | Ústavověrný        | 59          | 42,8        | -2,4        |
|                              | Albert Zettel      | Ústavověrný        | 56          | 40,6        | -0,7        |
| neplatné a prázdné hlasy     |                    |                    |             |             |             |
| Celkem/účast                 | Celkem/účast       | Celkem/účast       | 138         | 84,1        | +0,5        |
|                              | Staročeši obhájili | Staročeši obhájili | ±           |             |             |
|                              | Staročeši obhájili | Staročeši obhájili | ±           |             |             |

### Doplňovací volby 1875
| Doplňovací zemské volby 1875 |                          |                          |             |             |             |
| Kandidát                     | Kandidát                 | Strana                   | První volba | První volba | První volba |
| Kandidát                     | Kandidát                 | Strana                   | Hlasy       | %           | ±%          |
|                              | Štěpán Pollach           | Staročeši                | 71          | 56,3        | -11,2       |
|                              | Karel Schwarz            | Staročeši                | 69          | 54,8        | -17,7       |
|                              | Bertl                    | Ústavověrný              | 57          | 45,2        |             |
|                              | Albert Zettel            | Ústavověrný              | 52          | 41,3        | +11,3       |
|                              | roztříštěné hlasy        | roztříštěné hlasy        | 3           | 2,4         |             |
| neplatné a prázdné hlasy     | neplatné a prázdné hlasy | neplatné a prázdné hlasy | 1           | 0,8         |             |
| Celkem/účast                 | Celkem/účast             | Celkem/účast             | 127         | 83,6        | +20,5       |
|                              | Staročeši obhájili       | Staročeši obhájili       | ±           |             |             |
|                              | Staročeši obhájili       | Staročeši obhájili       | ±           |             |             |

### Doplňovací volby 1874
| Doplňovací zemské volby 1874 |                          |                          |             |             |             |
| Kandidát                     | Kandidát                 | Strana                   | První volba | První volba | První volba |
| Kandidát                     | Kandidát                 | Strana                   | Hlasy       | %           | ±%          |
|                              | Karel Schwarz            | Staročeši                | 58          | 72,5        |             |
|                              | Štěpán Pollach           | Staročeši                | 54          | 67,5        | +5,8        |
|                              | Albert Zettel            | Ústavověrný              | 24          | 30,0        | -6,5        |
|                              | Garabella                | Ústavověrný              | 21          | 26,3        |             |
|                              | roztříštěné hlasy        | roztříštěné hlasy        | 2           | 2,5         |             |
| neplatné a prázdné hlasy     | neplatné a prázdné hlasy | neplatné a prázdné hlasy | 2           | 2,4         |             |
| Celkem/účast                 | Celkem/účast             | Celkem/účast             | 82          | 63,1        | -15,1       |
|                              | Staročeši obhájili       | Staročeši obhájili       | ±           |             |             |
|                              | Staročeši obhájili       | Staročeši obhájili       | ±           |             |             |

### Doplňovací volby 1873
| Doplňovací zemské volby 1873 |                          |                          |             |             |             |
| Kandidát                     | Kandidát                 | Strana                   | První volba | První volba | První volba |
| Kandidát                     | Kandidát                 | Strana                   | Hlasy       | %           | ±%          |
|                              | Štěpán Pollach           | Staročeši                | 71          | 61,7        | -7,5        |
|                              | Adolf Skopec             | Staročeši                | 70          | 60,9        |             |
|                              | Albert Zettel            | Ústavověrný              | 42          | 36,5        |             |
|                              | M. Pfannerer             | Ústavověrný              | 41          | 35,7        |             |
|                              | roztříštěné hlasy        | roztříštěné hlasy        | 5           | 4,3         |             |
| neplatné a prázdné hlasy     | neplatné a prázdné hlasy | neplatné a prázdné hlasy | 0           | 0,0         |             |
| Celkem/účast                 | Celkem/účast             | Celkem/účast             | 115         | 78,2        | +7,7        |
|                              | Staročeši obhájili       | Staročeši obhájili       | ±           |             |             |
|                              | Staročeši obhájili       | Staročeši obhájili       | ±           |             |             |

### Volby 1872
| Zemské volby 1872        |                    |                    |             |             |             |
| Kandidát                 | Kandidát           | Strana             | První volba | První volba | První volba |
| Kandidát                 | Kandidát           | Strana             | Hlasy       | %           | ±%          |
|                          | Štěpán Pollach     | Staročeši          | 63          | 69,2        | -3,0        |
|                          | Vincenc Bradáč     | Staročeši          | 61          | 67,0        | -6,2        |
|                          | V. Küffer          | Ústavověrný        | 27          | 29,7        |             |
|                          | Maroušek           | Ústavověrný        | 27          | 29,7        |             |
| neplatné a prázdné hlasy |                    |                    |             |             |             |
| Celkem/účast             | Celkem/účast       | Celkem/účast       | 91          | 70,5        | -1,4        |
|                          | Staročeši obhájili | Staročeši obhájili | ±           |             |             |
|                          | Staročeši obhájili | Staročeši obhájili | ±           |             |             |

### Volby 1870
| Zemské volby 1870        |                         |                    |             |             |             |
| Kandidát                 | Kandidát                | Strana             | První volba | První volba | První volba |
| Kandidát                 | Kandidát                | Strana             | Hlasy       | %           | ±%          |
|                          | Vincenc Bradáč          | Staročeši          | 71          | 73,2        | +18,4       |
|                          | Štěpán Pollach          | Staročeši          | 70          | 72,2        | +17,4       |
|                          | Küffer von Asmannsville | Ústavověrný        | 25          | 27,5        | -14,2       |
|                          | Bauer                   | Ústavověrný        | 23          | 23,7        |             |
| neplatné a prázdné hlasy |                         |                    |             |             |             |
| Celkem/účast             | Celkem/účast            | Celkem/účast       | 97          | 71,9        | -8,0        |
|                          | Staročeši obhájili      | Staročeši obhájili | ±           |             |             |
|                          | Staročeši obhájili      | Staročeši obhájili | ±           |             |             |

### Volby 1867 (březen)
| Zemské volby 1867 (březen) |                         |                    |             |             |             |
| Kandidát                   | Kandidát                | Strana             | První volba | První volba | První volba |
| Kandidát                   | Kandidát                | Strana             | Hlasy       | %           | ±%          |
|                            | Štěpán Pollach          | Staročeši          | 63          | 54,8        | -12,2       |
|                            | Vincenc Bradáč          | Staročeši          | 63          | 54,8        | -10,0       |
|                            | Hieronymus von Zeidler  | Ústavověrný        | 53          | 46,1        | +8,7        |
|                            | Küffer von Asmannsville | Ústavověrný        | 48          | 41,7        |             |
|                            | roztříštěné hlasy       | roztříštěné hlasy  | 3           | 2,6         |             |
| neplatné a prázdné hlasy   |                         |                    |             |             |             |
| Celkem/účast               | Celkem/účast            | Celkem/účast       | 115         | 79,9        | +9,1        |
|                            | Staročeši obhájili      | Staročeši obhájili | ±           |             |             |
|                            | Staročeši obhájili      | Staročeši obhájili | ±           |             |             |

### Volby 1867 (leden)
| Zemské volby 1867 (leden) |                          |                          |             |             |             |
| Kandidát                  | Kandidát                 | Strana                   | První volba | První volba | První volba |
| Kandidát                  | Kandidát                 | Strana                   | Hlasy       | %           | ±%          |
|                           | Štěpán Pollach           | Staročeši                | 61          | 67,0        | +6,6        |
|                           | Vincenc Bradáč           | Staročeši                | 59          | 64,8        |             |
|                           | Hieronymus von Zeidler   | Ústavověrný              | 34          | 37,4        |             |
|                           | Joseph Peter Dittrich    | Ústavověrný              | 26          | 28,6        |             |
|                           | roztříštěné hlasy        | roztříštěné hlasy        | 3           | 3,3         |             |
| neplatné a prázdné hlasy  | neplatné a prázdné hlasy | neplatné a prázdné hlasy | 0           | 0,0         |             |
| Celkem/účast              | Celkem/účast             | Celkem/účast             | 92          | 70,8        | -14,2       |
|                           | Staročeši obhájili       | Staročeši obhájili       | ±           |             |             |
|                           | Staročeši obhájili       | Staročeši obhájili       | ±           |             |             |

### Volby 1861
| Zemské volby 1861        |                                |                                |             |             |             |
| Kandidát                 | Kandidát                       | Strana                         | První volba | První volba | První volba |
| Kandidát                 | Kandidát                       | Strana                         | Hlasy       | %           | ±%          |
|                          | František Petr Krejčí          | Staročeši                      | 77          | 84,6        |             |
|                          | Štěpán Pollach                 | Staročeši                      | 55          | 60,4        |             |
|                          | Karl Mecséry                   | Ústavověrný                    | 48          | 52,7        |             |
| neplatné a prázdné hlasy |                                |                                |             |             |             |
| Celkem/účast             | Celkem/účast                   | Celkem/účast                   | 91          | 85,0        |             |
|                          | Staročeši získali (nový obvod) | Staročeši získali (nový obvod) | ±           |             |             |
|                          | Staročeši získali (nový obvod) | Staročeši získali (nový obvod) | ±           |             |             |